# Sue Williamson
Pour les articles homonymes, voir Williamson.
Sue Williamson est une femme de lettres, photographe et artiste plasticienne sud-africaine, née le 21 janvier 1941 à Lichfield en Angleterre.

## Biographie
Sue Williamson est née à Litchfield, en Angleterre, en 1941. En 1948, à l'âge de 7 ans, elle émigre avec sa famille en Afrique du Sud. Entre 1963 et 1965, elle étudie dans une  école des Beaux Arts américaine, l'Art Students League of New York. Dans les années 1970, revenue en Afrique du Sud, elle est frappée par la brutalité des rapports socio-politiques, notamment en 1977 lorsqu'elle assiste à la destruction par les services de l’État de 2 000 habitations de squatters implantés à la sortie du Cap. De même en 1981,  lorsque le gouvernement sud-africain de l'époque décide que le District 6 ne doit être habité que par les Blancs, et expulse des dizaines de milliers de personnes en détruisant leurs habitations. 
En 1983, elle obtient un diplôme complémentaire en Beaux-arts de la Michaelis  School of Fine Art, école des Beaux-arts du Cap. En 2007, elle est bénéficiaire d'une bourse de recherche en arts visuels de la Smithsonian Institution à Washington  et en 2011 de la Fondation Rockefeller avec une résidence de quelques mois au Centre Bellagio en Italie. En 2013, elle est commissaire invitée de l'académie d'été au Centre Paul Klee à Berne.

## Travail

### Musées et expositions

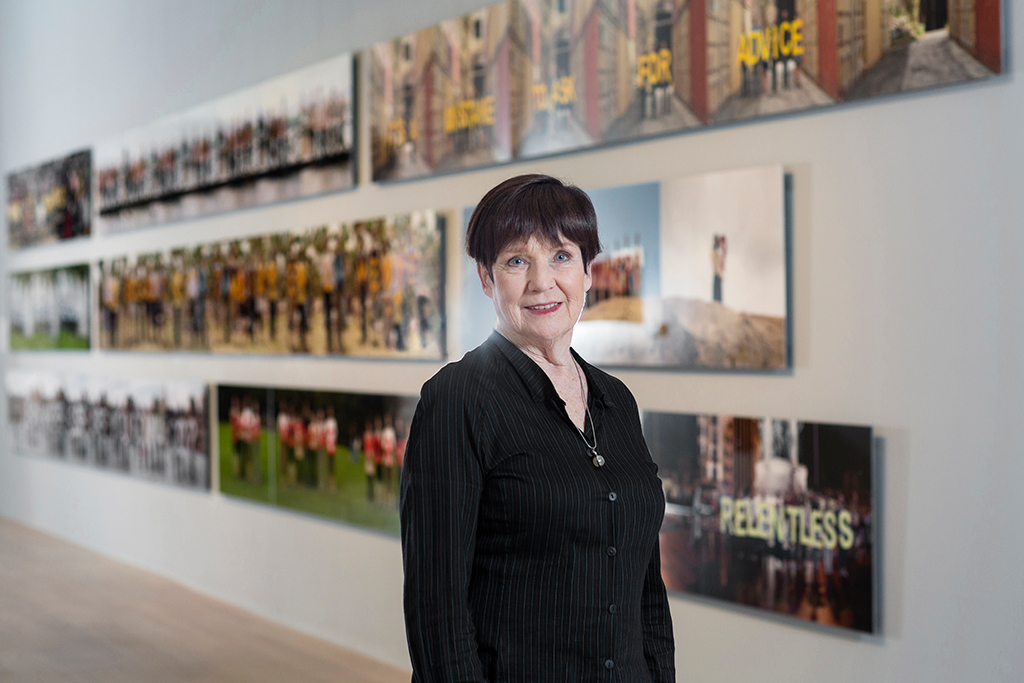
Sue Williamson
en 2015 au SCAD.

Son travail aborde des thèmes liés à la mémoire, la fragilité de la mémoire et à la formation de l'identité[réf. incomplète]. Formée en tant que graveur, Williamson a travaillé en utilisant une variété de médias, y compris de la photographie, de la vidéo, des médias autres et des constructions diverses. Ses travaux, tels que les Mementos of District Six en 1993 (évoquant les expulsions et les destructions de 1981 dont elle a été témoin), Out of the Ashes en 1994, et R. I. P. Annie Silinga en 1995, sont quelques exemples qui partent d'un questionnement du temps présent et de l'histoire sud-africaine. Après la fin de l'apartheid, elle aborde les récits et situations mis en lumière au cours des audiences de la Commission Vérité et Réconciliation, comme dans sa série Truth Games, et l'urgence de la réconciliation entre Noirs et Blancs[réf. incomplète], puis le sujet du SIDA. Ses centres d'intérêt s'élargissent  ensuite pour examiner les questions sociales à une échelle plus globale, comme dans son travail Other Voices, Other Cities [d'Autres Voix, d'Autres Villes], à partir de 2009, exposé également au SCAD en 2015 et début 2016. 
Ses œuvres sont présentes dans les collections d'une variété de musées, dont le Musée d'Art Moderne à New York, le Musée national d'art africain de la Smithsonian Institution à Washington, la South African National Gallery au Cap, et le Victoria and Albert Museum à Londres. Elle a également participé à des expositions collectives, notamment The Short Century en 2001, Liberated Voices en 1999, la biennale de Johannesburg en 1997 et 1995, la biennale de La Havane en 1994, et à la biennale de Venise en  1993.

## Expositions

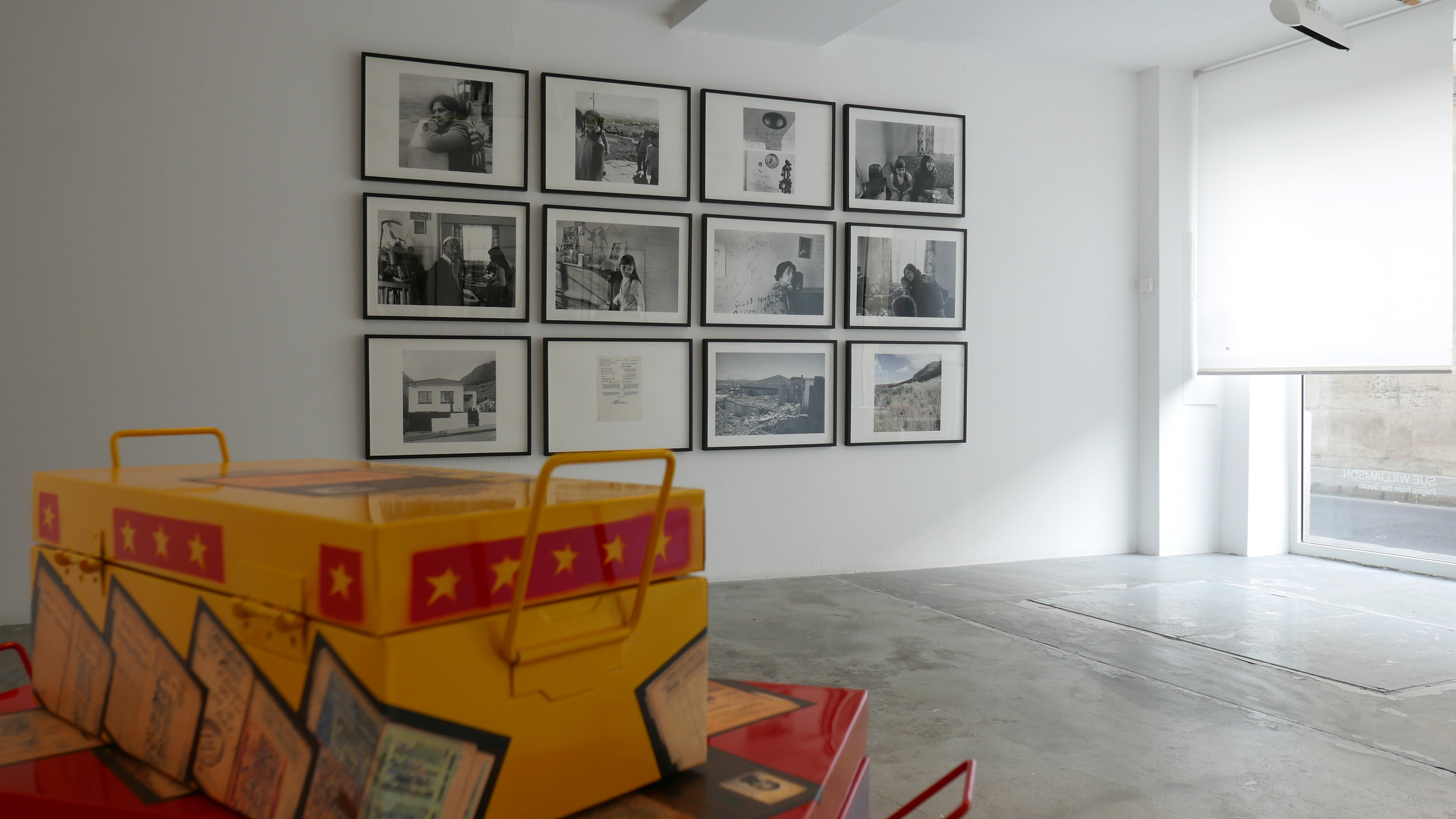
Vue d'exposition - Pages from the South, Galerie Dominique Fiat, Paris, 2020.

- 2000 Messages from the Moat, Archive Building, Den Haag, Netherlands
- 2001 Can’t forget, can’t remember, Iziko South African National Gallery,  Cape Town, South Africa
- 2002 The Last Supper Revisited National Museum of African Art,  Smithsonian Institution, Washington D.C.
- 2002 From the Inside, Goodman Gallery, Johannesburg
- 2003 Sue Williamson: Selected Work, Centre d’Art Contemporain,  Brussels, Belgium*
- 2004 Messages from the Moat, Castle of Good Hope, Cape Town
- 2005 Hotels and Better Lives, Goodman Gallery, Johannesburg
- 2007 Hotels and Better Lives, Wertz Gallery, Atlanta, USA
- 2009 The Truth is on the Walls, Wifredo Lam Centre, Havana, 10th Havana Biennale, Cuba*
- 2009 Other Voices, Other Cities, Goodman Gallery, Johannesburg
- 2011 Voices, Goodman Gallery, Cape Town
- 2012 The Mothers: a 31 Year Chronicle, Castle of Good Hope, Cape Town
- 2013 All Our Mothers Goodman Gallery, Johannesburg and Cape Town
- 2014 There's something I must tell you, Iziko Slave Lodge, Cape Town
- 2014 Sue Williamson, Goodman Gallery stand, Frieze Masters, London
- 2015 Other Voices, Other Cities, SCAD Museum, Savannah, Georgia, USA
- 2016 The Past Lies Ahead, Goodman Gallery, Cape Town, South Africa
- 2016 Other Voices, Other Cities, SCAD Atlanta: Gallery 1600, Georgia, USA
- 2016 No More Fairy Tales, Johannes Stegmann Art Gallery, Bloemfontein,
- 2017 Can't Forget, Can't Remember, Apartheid Museum, Johannesburg, South Africa
- 2017 Being There: South Africa, a contemporary scene, Foundation Louis Vuitton, Paris
- 2017 "Messages from the Atlantic Passage", Installation, Basel Unlimited, Basel, Switzerland
- 2017 Other Voices, Other Cities: Delhi, Prameya Art Foundation
- 2017 Women House, Monnaie de Paris, Paris France
- 2020 Pages From the South, Gallery Dominique Fiat, Paris, France

### Publications
En 1997,  Sue Williamson créée le site ArtThrob, une importante publication en ligne qui présente le travail de d'artistes sud-africains contemporains. Elle contribue par ce site et par ses publications à promouvoir les autres artistes sud-africains. 
- South African Art Now, New York: Collins Design, 2009.
- Sue Williamson: Selected Works, Lannsdowne: Double Storey, 2004.
- Art in South Africa: The Future Present, avec Ashraf Jamal, Le Cap, David Philip, 1996.
- Resistance Art in South Africa, New York: Saint Martins, 1989.